# Dead Can Dance
Dead Can Dance australsko-britanski je glazbeni projekt koji su 1981. godine u Melbourneu osnovali Lisa Gerrard i Brendan Perry. Sastav se u svibnju 1982. preselio iz Melbournea u London. Povjesničar australske glazbe Ian McFarlane opisao je stil skupine kao "oblikovano zvukovlje hipnotičke veličanstvenosti i svečane ljepote; afrički poliritmovi, keltska glazba, gregorijanski napjevi, bliskoistočna glazba, mantre i art rock."
Raspušten je 1998., nakratko se ponovno okupio 2005. kako bi otišao na svjetsku turneju, a još jednom se okupio 2011., nakon čega je objavio album Anastasis i otišao na popratnu turneju. Godine 2018. objavio je uradak Dionysus i opet počeo održavati koncerte.

## Povijest

### Osnutak i prva postava (1981.)
Lisa Gerrard i Brendan Perry, oboje angloirskog podrijetla, upoznali su se u Melbourneu u Australiji 1980. godine. Oboje su nastupali kao glazbenici u kafićima i bili su dio melburnske scene manjih skupina, a i nedugo zatim ušli su u ljubavnu vezu. Na njihov je glazbeni stil utjecala višenarodna okolina istočnog dijela četvrti Prahran. Zajedno su radili u libanonskom restoranu kako bi zaradili dovoljno novca da se presele u London. Dead Can Dance osnovali su s basistom Paulom Eriksonom i bubnjarom Simonom Monroeom (iz sastava Marching Girls u kolovozu 1981. godine. Glavni vođa sastava bio je Perry, koji se priklonio ideji umjetničkog kolektiva u kojem se glazbenici mijenjaju. Budući da glazbenici nisu mogli dulje vrijeme raditi prema njegovim zahtjevima, skupina je na koncu svedena na Perryja i Gerrard. Gerrard u početku nije htjela raditi u čvrstoj postavi, ali je učestalo podržavala Perryja i njegovu grupu, uglavnom kako bi svirala kineski yangqin ili pjevala kao prateća vokalistica. Prva skladba na kojoj je Gerrard pjevala glavne dionice improvizirano je djelo "Frontier", na kojemu su se pojavili svi tipični stilski elementi grupe: Gerrardini nelirski, fonetički vokali, kao i atmosferično i elektroničko zvukovlje povezano s akustičnim glazbalima. 

### Odlazak u London,Dead Can DanceiSpleen and Ideal(1982. – 1985.)
U svibnju 1982. grupa se preselila u London, u koji je otišla bez Monroea. Uz Perryja i Gerrard prvotnu su postavu u Ujedinjenom Kraljevstvu činili Paul Erikson i Peter Ulrich. U to su vrijeme snimili nekoliko demosnimki, nadajući se da će tako dobiti ugovor za objavljivanje albuma. Nakon dvije godine upoznali su Iva Watts-Russela, koji je tri godine ranije osnovao manju nezavisnu diskografsku kuću pod imenom 4AD, specijaliziranu za alternativni rock. Uz Perryja i Gerrard prvotnu su postavu u Ujedinjenom Kraljevstvu činili Paul Erikson i Peter Ulrich. Watts-Russel dobio je jednu od demosnimki i odmah mu se svidjela pjesma “Frontier”. Međutim, zbog manjka budžeta kojim bi kuća financirala rad skupine suradnja nije odmah započela. Godine 1983. grupa je održala koncert u emisiji Peel Sessions na BBC-ju. U veljači 1984. objavila je debitantski album Dead Can Dance, stilski utemeljen na post-punku i gothic rocku s početka 1980-ih i postavio je temelje za kasniji eterični zvuk grupe, kao što je zvuk gitare u reverbu i etnoglazba. Ime djela simbolizira povratak mrtvih ili zaboravljenih objekata u život i aludira na korištenje srednjovjekovnih glazbala. Na naslovnici se pojavljuje ritualna maska s Nove Gvineje koja vizualno predočuje naslov: maska je u početku bila dio drveta koji je potom postao neživa tvar. Međutim, umjetnička kompetentnost njezinih izrađivača maski je podarila novu živost jer se počela koristiti u ritualima. Ta promjena iz živog u neživo i potom iz neživog u živo glavna je tematika albuma. Na uratku je prisutna "ambijentalna gitarska glazba uz pratnju bubnjeva koju čini i skandiranje, pjevanje i zavijanje", što u stilskom smislu pripada ethereal waveu, žanru grupe Cocteau Twins koja je također potpisala ugovor s 4AD-om. Snimanje albuma bilo je teško jer Perry i Gerrard nisu bili zadovoljni skromnim mogućnostima snimanja u malom studiju s osam kanala. Nikad im se nije posve svidio zvuk prvog albuma.
Nakon što je prvom albumu grupe This Mortal Coil, kolegama izvođačima po izdavaču, doprinio dvjema pjesmama, Dead Can Dance u kolovozu je iste godine objavio EP Garden of the Arcane Delights. AllMusic je rani rad Dead Can Dancea nazvao "prilično gotičkim" (iako se sama skupina ne opisuje gotičkom), a za EP je izjavio da je grupa "zaronila u veći spektar glazbe i stilova".
Na drugom albumu, Spleen and Idealu, sastav su činili Perry i Gerrard, ali i studijski glazbenici koji su svirali violončelo, trombon i timpane. Objavljen je u studenom 1985., a producirali su ga Perry i Gerrard u suradnji s Johnom A. Riversom. Ned Raggett opisao ga je "svjesno srednjovjekovnim zvukom Europe [..., zvuči kao] da je snimljen u ogromnoj katedrali". Grupa je ostala zapažena u Europi i album se našao na drugom mjestu britanskih ljestvici nezavisnih albuma. Naziv uratka preuzet je iz imena prvog dijela knjige Cvjetovi zla francuskog simbolista Charlesa Baudelairea.

### Within the Realm of a Dying SuniThe Serpent's Egg(1986. – 1989.)
Godine 1986. Dead Can Dance otišao je na turneju, a godinu nakon toga objavio je treći studijski album, Within the Realm of a Dying Sun, neoklasični uradak na kojemu su Perry pjevao na jednoj, a Gerrard je pjevala na drugoj strani albuma. Album su ponovno producirali Rivers i članovi Dead Can Dancea. Perryjev utjecaj uočljiv je u toplijem, "organskijem" stilu produkcije. Perry se želio odmaknuti od tipičnih modela klasičnog rocka i sve ga je više počela zanimati klasična glazba, a posebno barokna klasična glazba s kontrapunktima. Duo je odlučio u budućnosti raditi samo s klasičnim glazbalima koje će popratiti uz semplere i računala. Novi su utjecaji došli do izražaja na četvrtom studijskom albumu, The Serpent's Eggu, objavljenom 1988. godine. Zbog hipnotičke atmosfere pjesama filmska se industrija počela zanimati za rad skupine, pa su tako iste godine Gerrary i Perry skladali glazbu za film Mjesečevo dijete Agustíja Villaronge, a u samom se filmu pojavila Gerrard, kojoj je to bilo prvo glumačko iskustvo.
Godine 1989. Gerrard i Perry prekinuli su ljubavnu vezu i razišli su se – Gerrard se prvo preselila u Barcelonu, a zatim se vratila u Australiju, dok se Perry preselio u Irsku. Međutim, i dalje su odlučili pisati, snimati i izvoditi pjesme pod imenom Dead Can Dance.

### Aion,Into the Labyrinthi uspjeh (1990. – 1994.)
Grupa je otišla na prvu američku turneju 1990. godine. Iste je godine objavila peti studijski album Aion, čiji je naziv utemeljen na istoimenom bogu iz grčke mitologije. Uradak prikazuje veće zanimanje za renesansnu glazbu više nego bilo koji drugi album skupine. Uz gregorijanske napjeve i tradicionalne pjesme na albumu se nalaze srednjovjekovna glazbala kao što su vergl i gajde.
Albumi Dead Can Dancea nisu bili dostupni na širem području do početka 1990-ih, kad je 4AD potpisao ugovor za distribuciju s Warner Bros. Recordsom. Kasnije se 4AD pridružio grupaciji Beggars Banquet Records, koju su u SAD-u činile istoimena diskografska kuća i XL Recordings, no uratke sastava i dalje je objavljivao Warner Bros. Naknadna su izdanja objavljena pod logotipom Rhina/Atlantic Recordsa, druge diskografske kuće kojoj je nadređen Warner Music. Kompilacija A Passage in Time iz 1991. 4AD je objavio nezavisno, odnosno nije zahvaćena restrikcijama ugovora s Rhinom i Warnerom; prvotno je bila objavljena samo u SAD-u.
Perry i Gerrard 1992. su godine doprinijeli novim i starim skladbama američkom dokumentarnom filmu Baraka i s Hectorom Zazouom skladali dvije pjesme koje su se pojavile na njegovu albumu Sahara Blue.
Šesti studijski album, Into the Labyrinth, objavljen je u rujnu 1993. i snimljen je bez ikakvih gostujućih glazbenika; prodan je u 500.000 primjeraka diljem svijeta i pojavio se na ljestvici Billboard 200. Dead Can Dance postao je najprodavaniji izvođač 4AD-a. Na Into the Labyrinthu sastav je snažnije nego prije povezao elemente elektroničke glazbe i etnoglazbu. Godine 1994., nakon objave albuma, uslijedila je svjetska turneja, tijekom koje je snimljen i nastup u Kaliforniji, kasnije objavljen pod imenom Toward the Within, a videoinačice u početku su bile objavljene na LaserDiscu i VHS-u (kasnije i na DVD-u). Snimljeno je i nekoliko bootlega, na kojima se nalazi nekoliko rijetkih pjesama koje su samo izvedene uživo i koje nikad nisu službeno objavljene. Toward the Within prvi je koncertni album dua i pojavio se na ljestvici Billboard 200; idući je koncertni album, In Concert (album Dead Can Dancea), objavljen tek 19 godina kasnije.

### Samostalni radovi,Spiritchaseri razilaženje (1995. – 2010.)
Godine 1995. Perry je počeo raditi na prvom samostalnom albumu, Eye of the Hunteru, koji je na koncu objavljen četiri godine kasnije. Gerrard je također počela raditi na samostalnom albumu, The Mirror Poolu, koji je 1995. godine objavio 4AD. Dok se Perry na svojem uratku više posvetio narodnoj glazbi i zvuku akustične gitare, Gerrardin se uradak uglavnom sastoji od orkestralnih skladbi, a na njemu se pojavljuje i inačica Händelovog Larga iz opere Kserkso. The Mirror Pool uglavnom se sastoji od pjesama skladanih u Dead Can Danceu koje prije nisu bile objavljene.
Sljedeći album Dead Can Dancea, Spiritchaser, objavljen je 1996. godine i u stilskom je smislu posvećen afrokaripskoj glazbi. Dominiraju ritmične strukture koje na uratku svira i do deset udaraljkaša. Perry je glavni umjetnički direktor tog albuma. Spiritchaser se također našao na ljestvici Billboard 200 i na prvom mjestu ljestvice albuma etnoglazbe.
Godine 1998. Dead Can Dance planirao je snimiti novi album, objaviti ga početkom 1999. i otići na svjetsku turneju, no članovi su se razišli prije nego što su ga dovršili i otkazali su turneju. Dana 9. prosinca 1998. objavljeno je da se duo razišao zbog nepoznatih razloga. Jedino je Lisa Gerrard komentirala razilaženje – na njezinu je mrežnom mjestu uz ime Dead Can Dancea neko vrijeme pisalo "Kad strah zauzme mjesto u kojemu je nekoć prebivala ljubav, potrebno je otići i krenuti dalje!"
Jedna pjesma snimljena tijekom rada na uratku, "The Lotus Eaters", kasnije je objavljena u box setu Dead Can Dance (1981 – 1998) i kompilaciji Wake (iz 2003.). Gerrard je počela surađivati s Pieterom Bourkeom (iz Snoga i Some) i u travnju 1998. s njim objavila uradak Duality.
Dead Can Dance ponovno se okupio 2005. godine i objavio snimke trinaest nastupa sa svoje europske turneje i osam snimki s naknadne sjevernoameričke turneje u ograničenoj nakladi, kao i kompilaciju Selections from Europe 2005. Ti su koncerti snimljeni i objavljeni pod imenom diskografske kuće The Show.
Dana 28. ožujka 2010. u intervjuu s bugarskim mrežnim mjestom Katehizis.com Perry je otkrio da postoji mogućnost da se Dead Can Dance ponovno okupi:

### Ponovno okupljanje,AnastasisiDionysus(2011. – danas)
Novo je okupljanje potvrđeno 12. srpnja 2011. godine na službenom mrežnom forumu Brendana Perryja: 
Dana 30. rujna 2011. Dead Can Dance najavio je objavu EP-a pod imenom Live Happenings – Part 1, koji je bio dostupan za besplatno preuzimanje sa službenog mrežnog mjesta skupine. U lipnju 2012. godine objavljen je set od pet EP-a pod imenom Live Happenings I-V.
Grupa je naknadno službeno najavila svjetsku turneju, a novi je album Anastasis (grčki: "Uskrsnuće") objavljen 13. kolovoza 2012. godine. Ušao je u najviših deset mjesta glazbenih ljestvica u Njemačkoj. U glazbenom je smislu uradak sličniji drugom Perryjevom studijskom albumu Arku iz 2010. godine. U instrumentaciji prevladavaju sintesajzeri s preinačenim gudačkim glazbalima i puhačkim glazbalima, a ritam je uglavnom homogen. Perry i Gerrard ne pjevaju zajedno, nego se svatko od njih pojavljuje na vlastitoj pjesmi. Elementi etnoglazbe aludiraju na Bliski i Daleki istok, ali i na područje sjeverne Afrike. Uradak je dobio uglavnom pozitivne i podijeljene kritike.
Dana 8. rujna 2015. sastav je najavio da se Perryjev studio Quivvy Church Studio prodaje. Na upit kako će takva odluka utjecati na budućnost Dead Can Dancea Perry je na službenoj stranici grupe na Facebooku izjavio da se Dead Can Dance preselio u Francusku i da trenutačno grade novi studio za snimanje i probe.
Perry je 21. travnja 2018. izjavio da će novi album biti masteriran u Abbey Road Studiosu. Novi uradak, Dionysus, objavljen je 2. studenog 2018. godine.
U rujnu 2018. mrežno mjesto Dead Can Dancea najavilo je europsku turneju "A Celebration — Life & Works 1980 – 2019" za svibanj i lipanj 2019. godine. Za razliku od prethodnih turneja uglavnom su se izvodile ranije pjesme skupine, među kojima su bile i skladbe koje nikad prije nisu bile izvedene uživo. U listopadu 2019. skupina je najavila drugi dio turneje, tijekom koje će se koncerti održati u Sjevernoj i Južnoj Americi. Međutim, ta je turneja odgođena do proljeća 2021. zbog pandemije koronavirusa.

## Glazbeni stil
Glazba Dead Can Dancea sadrži elemente rocka, neoklasične glazbe, srednjovjekovne glazbe i etnoglazbe, uglavnom iz područja istočne Europe i arapske kulture. U instrumentaciji se pojavljuju afričke udaraljke, australski didžeridui, azijska gudačka glazbala i europske gitare i elektronička glazbala. Nježan, dubok glas Brendana Perryja u kontrastu je s čistim altom Lise Gerrard. Gerrard uglavnom ne pjeva na nekom stvarnom jeziku – koristi se glasom kako bi oblikovala intuitivne zvukove koji ističu glazbu. Perry mahom pjeva poetičke tekstove na engleskom jeziku.

## Diskografija
Studijski albumi
- Dead Can Dance (1984.)
- Spleen and Ideal (1985.)
- Within the Realm of a Dying Sun (1987.)
- The Serpent's Egg (1988.)
- Aion (1990.)
- Into the Labyrinth (1993.)
- Spiritchaser (1996.)
- Anastasis (2012.)
- Dionysus (2018.)

Koncertni albumi
- Toward the Within (1994.)
- In Concert (2013.)

EP-ovi
- Garden of the Arcane Delights (1984.)

Kompilacijski albumi
- A Passage in Time (1991.)
- Dead Can Dance (1981 – 1998) (2001.)
- Wake (2003.)
- Memento (2005.)

## Vanjske poveznice

### Sestrinski projekti
|  | Zajednički poslužitelj ima još gradiva o temi Dead Can Dance |

### Mrežna mjesta
- Službeno mrežno mjesto skupine
- Intervjui s Dead Can Danceom  Arhivirana inačica izvorne stranice od 28. travnja 2007. (Wayback Machine) u radioemisiji Echoes
- Dead Can Dance na Discogsu